# Smith megye (Mississippi)
Smith megye az Amerikai Egyesült Államokban, azon belül Mississippi államban található. Megyeszékhelye és legnagyobb városa Raleigh. Lakosainak száma 14 209 fő (2020. április 1.). Smith megye Scott, Jones, Covington, Rankin, Jasper, Simpson és Newton megyékkel határos.

## Népesség
A megye népességének változása:
| Lakosok száma | 16 457 | 16 502 | 16 366 | 16 225 | 16 059 | 14 209 |
|               | 2010   | 2011   | 2012   | 2013   | 2015   | 2020   |